# Eustomias quadrifilis
Eustomias quadrifilis är en fiskart som beskrevs av Martin F. Gomon och Gibbs, 1985. Eustomias quadrifilis ingår i släktet Eustomias och familjen Stomiidae. Inga underarter finns listade i Catalogue of Life.